# أفوين (أورن)
أفوين هي بلدية في أورن في شمال غرب فرنسا.